# Mona Malm
Mona Malm (Estocolmo, 24 de janeiro de 1935 – 12 de janeiro de 2021) foi uma atriz sueca. Nascida em 1935, ela começou sua carreira no Teatro Dramático Real Sueco em  1954, onde se formou em 1957.
Recebeu o Guldbagge Lifetime Achievement Award de 2010.
Morreu em 12 de janeiro de 2021, aos 85 anos, em Estocolmo.

## Filmografia selecionada
- 1944 – Vi behöver varann
- 1945 – Det var en gång...
- 1946 – Eviga länkar
- 1947 – Det kom en gäst
- 1949 – Kärleken segrar
- 1949 – Bara en mor
- 1954 – Åsa-Nisse på hal is
- 1954 – Gula divisionen
- 1955 – Flickan i regnet
- 1955 – Sommarnattens leende
- 1957 – Det sjunde inseglet
- 1957 – Mamma tar semester
- 1957 – Värmlänningarna
- 1957 – Vägen genom Skå
- 1958 – Kvinna i leopard
- 1958 – Fridolf sticker opp!
- 1959 – Ryttare i blått
- 1962 – En nolla för mycket
- 1963 – Prins Hatt under jorden
- 1964 – För att inte tala om alla dessa kvinnor
- 1965 – Nattmara
- 1965 – För vänskaps skull
- 1966 – Heja Roland!
- 1967 – Roseanna
- 1969 – Kameleonterna
- 1982 – Fanny och Alexander
- 1987 – Sommarkvällar på jorden
- 1993 – Glädjekällan
- 1995 – Höst i paradiset
- 1996 – Jerusalem
- 1997 – Spring för livet
- 2002 – En kärleksaffär
- 2003 – Mamma pappa barn
- 2004 – Stenjäveln
- 2005 – Vinnare och förlorare
- 2006 – Efter bröllopet
- 2009 – Möte i mellanrummet